# Гюффлер
Гюффлер (нім. Hüffler) — громада в Німеччині, розташована в землі Рейнланд-Пфальц. Входить до складу району Кузель. Складова частина об'єднання громад Глан-Мюнхвайлер.
Площа — 3,65 км2. Населення становить 522 ос. (станом на 31 грудня 2020).